# Mikael Lindholm
Mikael Lindholm, född 19 december 1964 i Gävle, är en svensk före detta professionell ishockeyspelare som spelade över 400 matcher i Elitserien och 18 NHL-matcher med Los Angeles Kings 1989-90. Han är far till ishockeyspelarna Elias Lindholm och Oliver Lindholm.
Lindholm valdes i 12:e rundan (237:a totalt) i NHL Entry Draft 1987 av Los Angeles Kings. Han gjorde SHL-debut med Brynäs IF säsongen 1986/1987. Säsongen 1995/1996 vann han SM-guld med Luleå HF, och nästkommande säsong vann han ett SM-silver med klubben. Säsongen 1997/1998 spelade han i den tyska högstaligan DEL i Hannover Scorpions. Året efter återvände han till Sverige och spelade för Malmö Redhawks i SHL. Han avslutade sin aktiva hockeykarriär i Timrå IK efter säsongen 2000/2001.
Han är för närvarande hockeytränare i Strömsbro IF.

## Klubbar i karriären
- Gävle GIK
- Strömsbro/Gävle HF 83
- Brynäs IF
- Los Angeles Kings
- New Haven Nighthawks
- Phoenix Roadrunners
- Bodens IK
- Luleå HF
- Hannover Scorpions
- Malmö Redhawks
- Timrå IK